# 電子記録債権法
電子記録債権法（でんしきろくさいけんほう、平成19年6月27日法律第102号）は、企業が保有する手形や売掛債権を電子化し、インターネットで取引できるようにして、紙の手形に代わる決済手段として、債権の流動化を促進し、事業者の資金調達の円滑化等を図ることに関する日本の法律である。
2008年（平成20年）12月1日施行（平成20年政令第341号）。
この法律では、電子記録債権の発生・譲渡等について定めるとともに、電子記録債権の記録業務を行う電子債権記録機関について規定している。

## 定義
- 電子記録債権 - その発生又は譲渡についてこの法律で規定による電子記録を要件とする金銭債権をいう（2条1項）。

## 電子記録債権に関する通則
- 電子記録の方法 - 電子債権記録機関が記録原簿に記録事項を記録することによって行う（3条）。
- 電子記録の効力 - 電子記録債権の内容は、債権記録の内容により定まるものとし、電子記録名義人は、電子記録に係る電子記録債権についての権利を適法に有するものと推定する（9条）。

## 電子記録債権に関する意思表示に関する通則

### 意思表示の無効又は取消しの特則（12条）
- 電子記録の請求における相手方に対する意思表示についての心裡留保、錯誤による無効、詐欺若しくは強迫による取消しは、善意でかつ重大な過失のない第三者（詐欺又は強迫による取消しにあっては、取消し後の第三者に限る）に対抗することができないものとすること。
- 対抗しようとする者が個人である場合（個人事業主である旨記録されている場合を除く）等は前項の規定は適用しないこと（民法の規定どおりとすること）。

### 無権代理人の責任の特則（13条）
無権代理人の免責事由（民法117条2項）を、意思表示の相手方が悪意重過失であることを要求することにより、限定して、無権代理人の責任を加重したこと。

## 発生

### 電子記録債権の発生（15条）
電子記録債権（保証記録に係るもの及び特別求償権を除く）は、発生記録することによって生じる。

### 発生記録（16条）
- 必要的記録事項は、債務者が支払うべき金額、支払期日、債権者及び債務者の氏名等とすること。
- 任意的記録事項は、支払方法の定め、債権者又は債務者が個人事業主である旨、譲渡記録を禁止又は制限する旨の記録等とすること。
- 消費者（消費者契約法に定める「消費者」と同義。以下同じ）についてされた個人事業主である旨の記録は、その効力を有しないこと。

## 譲渡

### 電子記録債権の譲渡（17条）
電子記録債権の譲渡は、譲渡記録をしなければその効力を生じないものとすること。

### 譲渡記録（18条）
- 必要的記録事項は、譲受人の氏名等とし、その任意的記録事項は、譲渡人が個人事業主である旨、譲渡人と譲受人の間の通知の方法等とすること。
- 消費者についてされた個人事業主である旨の記録は、その効力を有しないこと。
- 電子債権記録機関は、発生記録において譲渡記録を禁止又は制限する旨の記録がなされているときは、その記録に抵触する譲渡記録をしてはならない。

### 善意取得（19条）
- 譲渡記録の請求により譲受人として記録されている者は、悪意重過失でない限り、当該電子記録債権を取得するものとすること。
- 前項の規定は、発生記録に善意取得の規定を適用しない旨の記録がある場合や譲渡人が個人（事業主記録があるものは除く）であって譲受人に対する意思表示が効力を有しない場合でその譲渡記録の後に転得者が譲渡記録を受けた場合等は適用しない。

### 抗弁の切断（20条）
- 電子記録債務者は、電子記録債権の債権者が当該電子記録債務者を害することを知って当該電子記録債権を取得した場合を除き、当該債権者に当該電子記録債権者を譲渡した者に対する人的抗弁をもって当該債権者に対抗できないものとする。
- 前項の規定は、発生記録または保証記録において人的抗弁の切断を適用しない旨記録されている場合や電子記録債務者が個人（事業者記録がなされているものを除く）である場合は適用しない。

## 消滅

### 支払免責（21条）
電子記録名義人に対してした電子記録債権についての支払は、当該電子記録名義人がその支払を受ける権利を有しなくてもその効力を有する。ただし、その支払をした者に悪意又は重大な過失があるときはこの限りではない。

### 混同等（22条）
電子記録債務者（一般承継人を含む。）が電子記録債権を取得しても、混同を理由とする支払等記録がされないかぎり、民法520条本文の規定にかかわらず、当該電子記録債権は消滅しない。

### 消滅時効（23条）
電子記録債権の消滅時効は3年である。

### 支払等記録の請求（25条）
支払等記録は、電子記録義務者（一般に電子記録債権債権者）、電子記録義務者の承諾を得た電子記録債務者等だけが請求できる。電子記録債務者は、電子記録義務者に対し支払等をした場合は、支払等記録をするよう請求することができ、支払をする者は、支払と引き換えに支払等記録の承諾をすることを求めることができる。

### 口座間送金決済等に関する措置（62条～66条）
銀行から支払記録債権に係る債務の全額について口座間送金決済があった旨通知があったときは、電子債権記録機関は支払等記録をしなければならない。したがって、銀行で決済する場合、一般に送金と同時に支払等記録がなされることになるので、改めて債務者の方から支払等記録の請求を改めて行うことなく、ほぼ自動的に支払等記録がなされることになる。

## 記録事項の変更
電子記録債権又はこれを目的とする質権の内容の意思表示による変更は、この法律に別段の定めがある場合を除き変更記録をしなければ効力を生じない。変更記録の請求は、原則として当該変更記録につき電子記録上の利害関係を有する者の全員がしなければならない。
変更等の請求が無効等の場合は、電子記録債務者は当該変更記録前の債権内容に従って責任を負う。ただし、当該変更記録の請求における相手方に対する意思表示を適法にした者の間では、当該意思表示をした電子記録債務者は、当該変更記録以後の債権記録の内容について責任を負う。ただし、変更記録後に債務を負担をした電子記録債務者は、当該変更記録後の債権記録の内容に従って責任を負う。

## 電子記録保証

### 保証記録による電子記録の発生（31条）
電子記録保証に係る電子記録債権は、保証記録をすることによって生じる（効力要件）。

### 電子記録保証の独立性（33条）
電子記録保証債務は、その主債務者として記録されている者がその主債務を負担しない場合でも、その効力をさまたげられない。ただし、電子記録保証人が個人（個人事業者である旨記録されている者を除く）である場合は適用しない。

### 民法等の適用除外（34条）
民法452条（催告の抗弁）、453条（検索の抗弁）及び456条から458条（数人の保証人がある場合、分割債務になる旨の規定や時効の中断、相殺等の絶対効等に関する規定）並びに商法511条2項の規定は適用しない。
ただし、電子記録保証人が個人（個人事業主である旨記録されている場合を除く）である場合は、主債務者の債権による相殺をもって債権者に対抗することができる。

### 特別求償権（35条）
電子記録保証人が弁済その他自己の財産をもって主たる債務として記録された債務を消滅させるべき行為をした場合において、その旨の支払等記録がされたときに取得する電子記録債権について、民法459条、462条、463条及び465条の規定にかかわらず、主債務者等に対し出えんにより共同の免責を得た額、出えんをした日以後の遅延損害金の額及び避けることのできなかった費用の額の合計額について電子記録債権を取得する。

## 質権

### 電子記録債権の質入れ（36条）
電子記録債権を目的とする質権の設定は、質権設定契約をしなければその効力を生じない。

### 善意取得及び抗弁の切断（38条）
善意取得及び抗弁の切断の規定は、質権設定記録について準用する。

## 分割
電子記録債権は、分割（債権者又は債務者として記録されているものが2人以上いる場合において、特定の債権者又は債務者について分離することを含む）をすることができる。

## 債権記録の失効（77条）
電子債権記録機関が業務移転命令を受けた場合において、当該命令において定められた期限内にその電子債権記録業を移転することなく当該期限を経過したときは、その備える記録原簿に記録されている債権記録は、その効力を失うものとするとともに、当該債権記録に記録された電子記録債権の内容をその権利の内容とする指名債権として存続する。

## 電子債権記録機関
電子債権記録機関は、取締役会等を設置する株式会社について、主務大臣（法務大臣及び内閣総理大臣）が指定し、所要の規定がある。